# Зима в Простоквашино
Зима́ в Простоква́шино — третий советский мультфильм 1984 года из трилогии о Простоквашино, но в то же время не основывающийся на повести «Дядя Фёдор, пёс и кот»: Эдуард Успенский написал его сценарий с нуля и лишь в 1997 году новеллизировал его в одноимённую повесть с очень расширенным сюжетом.

## Сюжет

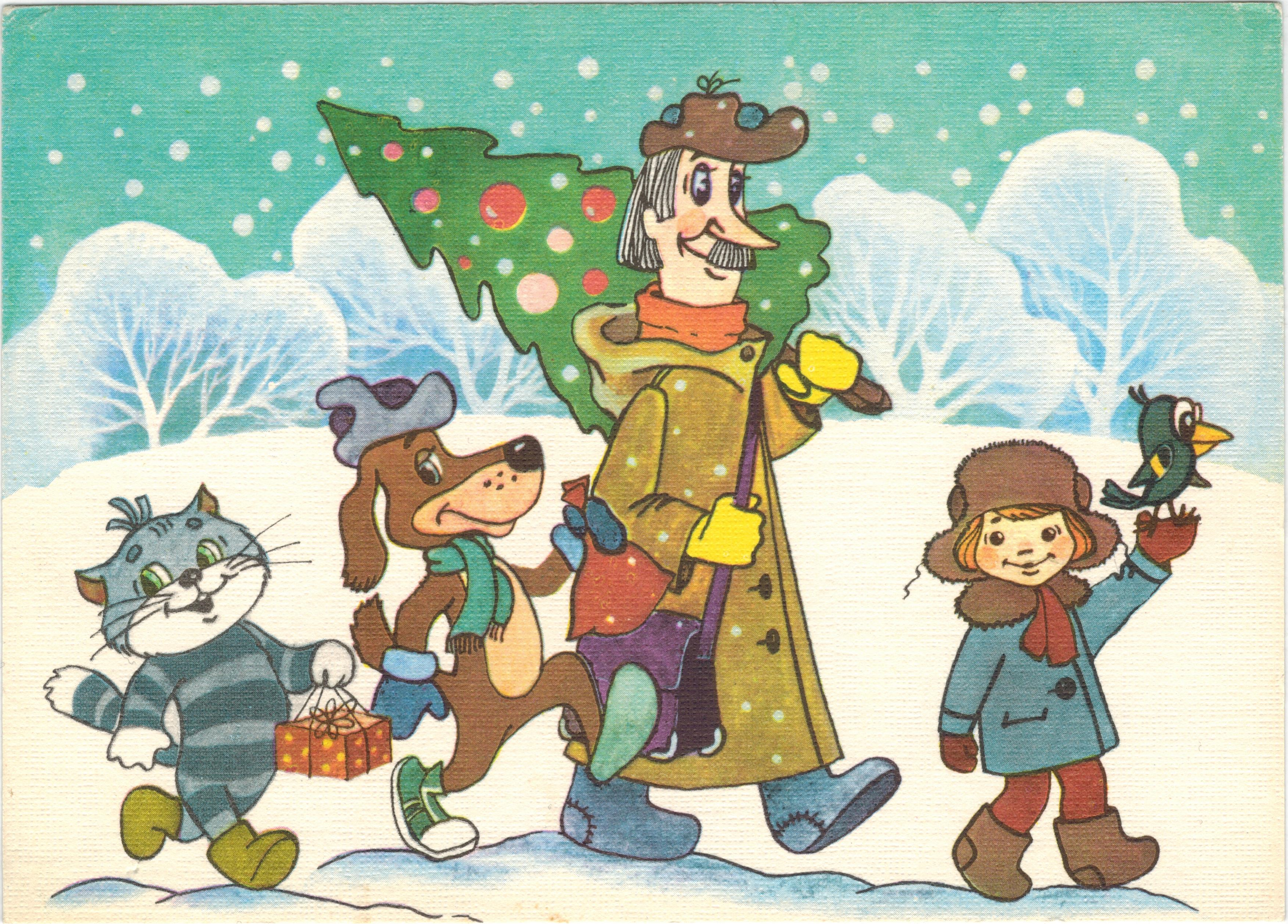
Герои мультфильма на почтовой открытке СССР 1988 г.

Накануне Нового года Шарик и Матроскин поссорились и перестали разговаривать друг с другом из-за того, что Шарик на зиму вместо валенок купил себе модные кеды, и теперь у них с котом одна пара валенок на двоих. Общаться им помогает почтальон Печкин, который передаёт телеграммы из одного конца избы в другой.
Дядя Фёдор с Папой хотят поехать в Простоквашино, но Мама опять против, потому что она должна петь на новогоднем «Голубом Огоньке», и после выступления ей никак не хочется в концертном платье ехать в деревню на электричке. Тем временем Матроскин готовится к приезду Дяди Фёдора и в телеграмме просит Шарика сходить в лес за ёлкой, но Шарик из экологических соображений отказывается, поэтому новогодний вечер они встречают в нетопленой избе и без ёлки.
Получив из Простоквашино тревожное «говорящее письмо» от почтальона Печкина — галчонка в посылочном ящике, который рассказывает о предстоящем разделе имущества, — Дядя Фёдор и Папа решают поехать без Мамы. Их «Запорожец» застрял на заметённой снегом дороге, и всем обитателям дома в Простоквашино пришлось вытягивать машину из снега. К приезду гостей они всё-таки затопили печь, Шарик взялся лепить праздничный пирог, Дядя Фёдор — украшать дом новогодними гирляндами, Папа — чинить телевизор, а Матроскин — развлекать всех песнями под гитару.
Матроскин сообщает, что они с Шариком помирились, когда вытаскивали машину из снега, потому что, по его словам, «совместный труд, для моей пользы, — он объединяет». Обрадованный Шарик целует Матроскина. Почтальон Печкин извиняется и собирается уходить, потому что считает телевизор «главным украшением стола», но тот не работает — и поэтому Печкин предпочитает справлять Новый год у себя дома. Однако Дядя Фёдор и Папа обещают, что телевизор они обязательно починят, ведь иначе и быть не может — скоро же Мама будет выступать на новогоднем Голубом Огоньке. Телевизор починили, ёлку решили не рубить, а нарядили старыми вещами с чердака ту, что росла во дворе.
Почтальон Печкин увидел по телевизору начало Маминого выступления, но выяснилось, что у телевизора не работает звук. Герои смотрят беззвучное выступление, однако внезапно всё же слышат Мамино пение. Оказывается, концерт передавался в записи, а Мама сама дошла до Простоквашино на лыжах. Герои ликуют, Дядя Фёдор и Матроскин подбежали к Маме, и она тепло поприветствовала своих друзей и семью, подтвердив, что просто не может жить без Простоквашино.

## Создатели
| Автор сценария             | Эдуард Успенский |
| Кинорежиссёр               | Владимир Попов |
| Художники-постановщики     | Аркадий Шер, Александр Винокуров |
| Композитор                 | Евгений Крылатов |
| Кинооператор               | Кабул Расулов |
| Звукооператор              | Борис Фильчиков |
| Текст песен                | Юрий Энтин, Эдуард Успенский |
| Исполняют                  | Валентина Толкунова, Олег Табаков |
| Художники-мультипликаторы: | Эльвира Маслова, Марина Рогова, Галина Зеброва, Владимир Вышегородцев, Юрий Мещеряков |

Шарик и Кот Матроскин
(Хабаровские городские пруды)

| Роли озвучивали:           | - Мария Виноградова — Дядя Фёдор - Олег Табаков — кот Матроскин - Лев Дуров — пёс Шарик - Борис Новиков — почтальон Игорь Печкин - Валентина Талызина — Мама Дяди Фёдора (в книге — Римма) - Герман Качин — Папа Дяди Фёдора (в книге — Дмитрий) - Зинаида Нарышкина — Галчонок (в книге — Хватайка) |
| Художники:                 | Сергей Маракасов, Пётр Коробаев |
| Ассистент режиссёра        | Зинаида Плеханова |
| Монтажёр                   | Маргарита Михеева |
| Редактор                   | Раиса Фричинская |
| Директор съёмочной группы  | Любовь Бутырина |

## Музыка и песни
Песню Матроскина «А я всё чаще замечаю» исполняет Олег Табаков, песню «Кабы не было зимы» — Валентина Толкунова. Эти песни выпускались фирмой «Мелодия» в сборниках песен из мультфильмов на детских пластинках, магнитных лентах и аудиокассетах «Свема».